# 김교성 (작곡가)
김교성(金敎聲, 1904년 8월 5일 ~ 1961년 2월 2일)은 일제강점기부터 활동한 대한민국의 대중음악 작곡가이다.

## 생애
한성부에서 광산업을 하던 가정에서 태어났다. 어릴 때 가톨릭 교회를 통하여 합창단과 성극을 접하면서 음악에 관심을 갖게 되었다.
중동학교에 다니던 학창 시절에 독학으로 색소폰과 클라리넷을 연주하기 시작했으며 편곡에도 재능을 보인 것으로 알려졌으나, 초년기의 활동에 대해서는 잘 알려져 있지 않다. 1930년을 즈음하여  배우이자 가수인 나품심과 결혼했다가 이혼했다.
정식으로 작곡가로 데뷔한 것은 1932년에 빅타레코드에서 강석연이 부른 〈영객〉, 〈서울행진곡〉을 발표하면서부터이다. 이후 이애리수의 〈처녀 행진곡〉, 강홍식의 〈삼수갑산〉, 선우일선의 〈능수버들〉 등으로 이름을 얻었다.
최고의 히트작은 일제 강점기 말기에 백난아가 부른 〈찔레꽃〉이다. 고향을 그리는 가사 내용은 매우 애틋하지만 곡조와 창법이 포근하고 따뜻한 느낌을 주는 곡으로, "한국인이 언제 어디서나 가장 즐겨 부르는 민족의 노래"라는 평이 있을 만큼 오래 사랑받았다.
태평양 전쟁 종전 후에도 〈울고 넘는 박달재〉와 〈자명고 사랑〉으로 1950년대까지 활발히 활동하면서 인기를 유지했다. 태평레코드 시절부터 콩쿠르의 심사위원을 맡으며 백난아와 태성호를 발굴했고, 박재홍과 박경원도 김교성에게 발탁되어 가수가 되었다.

## 참고자료
- 강옥희,이영미,이순진,이승희 (2006년 12월 15일). 《식민지시대 대중예술인 사전》. 서울: 소도. 26~27쪽. ISBN 89-90626-26-9.